# Yamaha YM2612

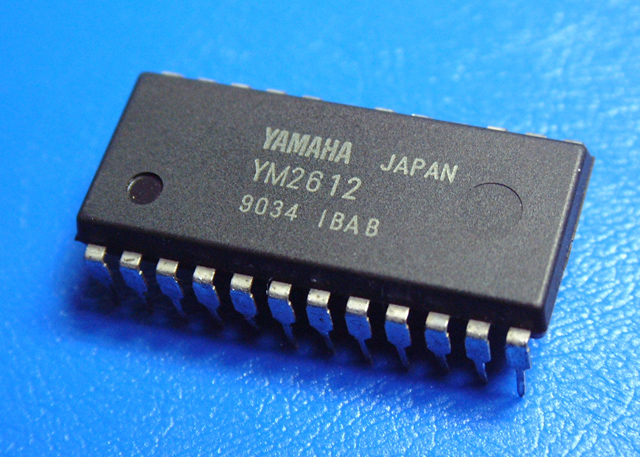
Yamaha YM2612

De YM2612, ook bekend als OPN2, is een synthesizergeluidschip van Yamaha met zes kanalen polyfonie. Hij behoort tot een familie van geluidschips die door Yamaha worden geproduceerd en die gebruikmaken van FM (frequentiemodulatiesynthese) om geluiden te produceren en is enigszins gelijk aan de YM3812 (OPL2) en YMF262 (OPL3) die in de populaire Adlib en Creative Labs "Sound Blaster"-geluidskaarten voor de pc zijn verwerkt. De chip werd verder gebruikt in de Mega Drive, een spelcomputer uit 1988 van Sega.
De YM2612 beschikt over de volgende eigenschappen:
- zes gelijktijdige FM-kanalen (stemmen)
- vier operatoren per kanaal
- twee intervaltimers
- een LFO (Laagfrequente oscillator)
- analoge stereo-uitvoer (de meeste andere eigentijdse Yamaha-chips eisen een afzonderlijk externe digitaal-analoog-converterchip)
- voor kanaal drie kunnen de operating frequenties onafhankelijk ingesteld worden en worden tegenstrijdige dissonante boventonen mogelijk. Normaliter zouden ze een eenvoudige verhouding hebben, bijvoorbeeld 1,5x of 2x in verhouding met een gemeenschappelijke basisfrequentie.
- kanaal zes kan ook worden gebruikt om gesamplede geluiden (PCM) af te spelen in plaats van op FM-synthese gebaseerde geluiden.

Elk kanaal kan worden toegewezen of aan links, rechts of beide (centrum) van de stereo-uitvoer.
Het speciale, zesde kanaal kan handelen als een digitaal-analoog omzetter (DAC) door middel van het DAC-enable register. Dit stelt de chip in staat om 8 bit PCM-samplegeluiden af te spelen. Het inschakelen van DAC maakt FM voor dat kanaal onbruikbaar. Gegevens worden via het 8 bits register in het DAC geschreven. De YM2612 voorziet niet in timingsvormen of het bufferen van PCM-samples, dus alle frequentiesturing en buffering moeten via software, op de hoofdprocessor, worden gedaan. De door de YM2612 gebruikte synthesizerpatches in Mega Drive-spellen zijn compatibel met enkele instrumenten uit de Yamaha DX/TX-synthesizer-reeks, waaronder de Yamaha DX100.
OPL: YM3526 · MSX-AUDIO: Y8950 · OPL II: YM3812 · OPL3: YMF262 · OPL4: YMF278B

OPLL: YM2413 · OPM: YM2151

OPN: YM2203 · YM2270 · OPNA: YM2608 · OPNB: YM2610 · OPN2: YM2612 · OPN2C: YM3438

OPP: YM2164 · OPQ: YM3806 · OPS: YM21280 · OPU: YM3420 · OPZ: YM2414 · SSG: YM2149

YM2148 · YM2154 · YM2163 · YM2164